# 大原町 (芦屋市)
大原町（おおはらちょう）は、兵庫県芦屋市の町名。郵便番号659-0092。

## 世帯数と人口
2022年（令和4年）8月1日現在の世帯数と人口は以下の通りである。
| 町丁   | 世帯数    | 人口    |
| ------ | --------- | ------- |
| 大原町 | 1,157世帯 | 2,310人 |

## 小・中学校の学区
市立小・中学校に通う場合、学区は以下の通りとなる。
| 番地 | 小学校             | 中学校             |
| ---- | ------------------ | ------------------ |
| 全域 | 芦屋市立山手小学校 | 芦屋市立山手中学校 |

## 交通

### 鉄道
町内に鉄道駅はない。

### 道路
- 山手幹線

## 施設
- 大丸 芦屋店
- ラポルテ
- 三菱UFJ銀行 芦屋支店